# 德国联邦铁路V162型柴油机车
德国联邦铁路V162型柴油机车（德語：DB-Baureihe V 162，自1968年起改称217型）是德国联邦铁路的一款液力传动柴油机车型号。它是在V160型机车的基础上发展而来，并在德国铁路成立后被一直运用至2011年底。与其原型V160型机车相比，该机车的主要区别是多出一台提供辅助动力的柴油发动机以及电力供暖装置（V160型使用的是蒸汽供暖）。

## 历史
在20世纪60年代初，德国联邦铁路及联邦德国的铁道车辆行业开发出了一款V160型机车（自1968年起改称216型），它使用柴油液力传动，可同时用作干线和支线铁路的中等载重客运及货运列车。V160型机车还有一个可为客运车厢供暖的蒸汽锅炉，但不设电力供暖装置。然而，随着铁路客车的更新，在未来将有更多匹配电热系统的车厢投入使用，这便同时需要更多带有发电设备的牵引机车。

### 原型机

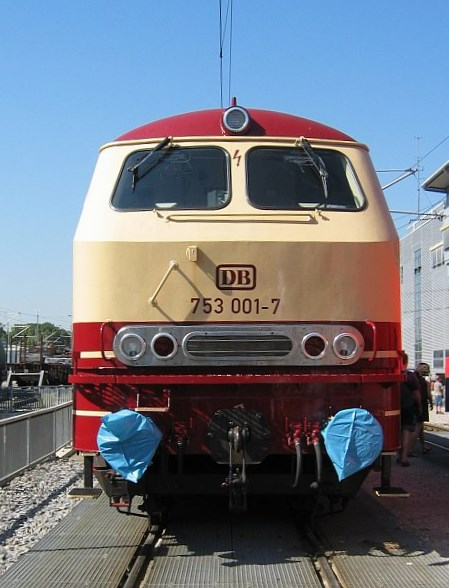
用于测试用途的753 001-7号机车

德国联邦铁路因此在1963年委托克虏伯公司在V160型机车的基础上开发出一款带有电力供暖装置的变体，并被指定为V162型。克虏伯随即在1965年交付了两台原型机V162 001号和002号机车，在1968年又交付了加强性能的003号原型机。
这3台机车均搭载了由MTU提供的16V652 TB10型16汽缸发动机。主发动机的功率原本应该可以完全提供所需的牵引力。但由于克虏伯在1960年代中期并没有更强大的发动机可供V162型机车所使用，因此用于电力供暖的加热器不得不借助一台额外的辅助发动机来运行。这也导致了机车的车体长度比起V160型机车更长，其缓冲器间距达到了16.4米。
克虏伯为机车安装的辅助发动机是由MAN集团提供的D3650 HM3U型12汽缸发动机，它可以输出386千瓦（500匹马力）的功率，并可作为614型柴联车的牵引发动机使用。根据德国联邦铁路的要求，辅助发动机还应当可以在货运中使用，在那里它不需要驱动加热器，但可以输出牵引动力。因此机车的牵引功率可以根据需求提高至1,813千瓦。3台原型机所使用的加热器分别来自不同的制造商：001号机车由BBC提供，002号机车由AEG提供，003号机车则由西门子提供。其中搭载西门子加热器的003号机车充分显示出了其优点。
3台原型机在1965年至1968年间进行了全面的测试。它们分别配属于哈姆和因河畔米尔多夫的车辆段中使用。

### 量产机车

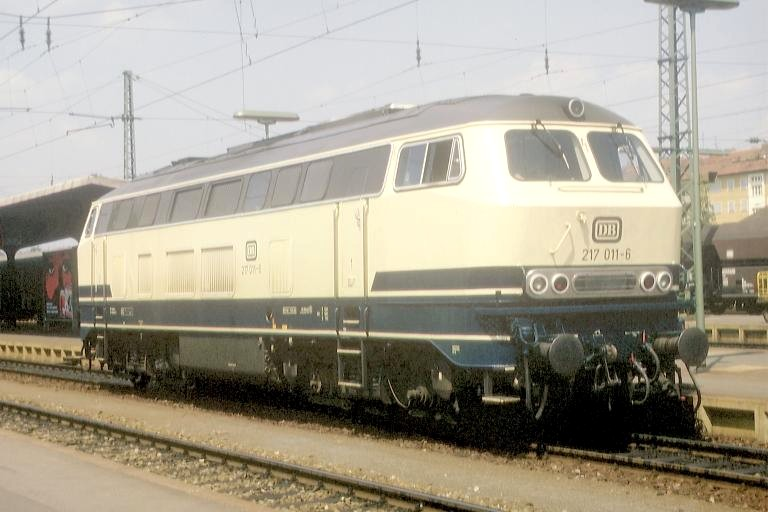
首台量产机车217 011号于班贝格（1984年）

原型机在实际运用中展现的良好性能使得克虏伯在1967年获得了生产12台量产机车的订单。根据自1968年起生效的新定型方案，V162型机车被重定型为217型机车。其中量产机车所使用的编号为217 011号至022号，原型机使用的编号为217 001至003号。
217型的12台量产机车均在1968年完成交付。其中哈根-埃克塞车辆段和雷根斯堡车辆段各获分配了6台。在最初配备了闸瓦式制动器后，量产机车在1971年又加装了圆盘式制动器，这使得机车的最高速度得以从120公里/小时增加至140公里/小时。
早在订购阶段，当局便已预期将不再生产更多的这一类型机车：因为首台218型机车也在1968年面世，它搭载了一台功率达2,500匹马力（随后为2,800匹马力）的发动机，可同时用于牵引机车和驱动加热器，这使得辅助发动机已不再需要。在随后的几年中，后一类型的机车被生产了数百台。

## 运用

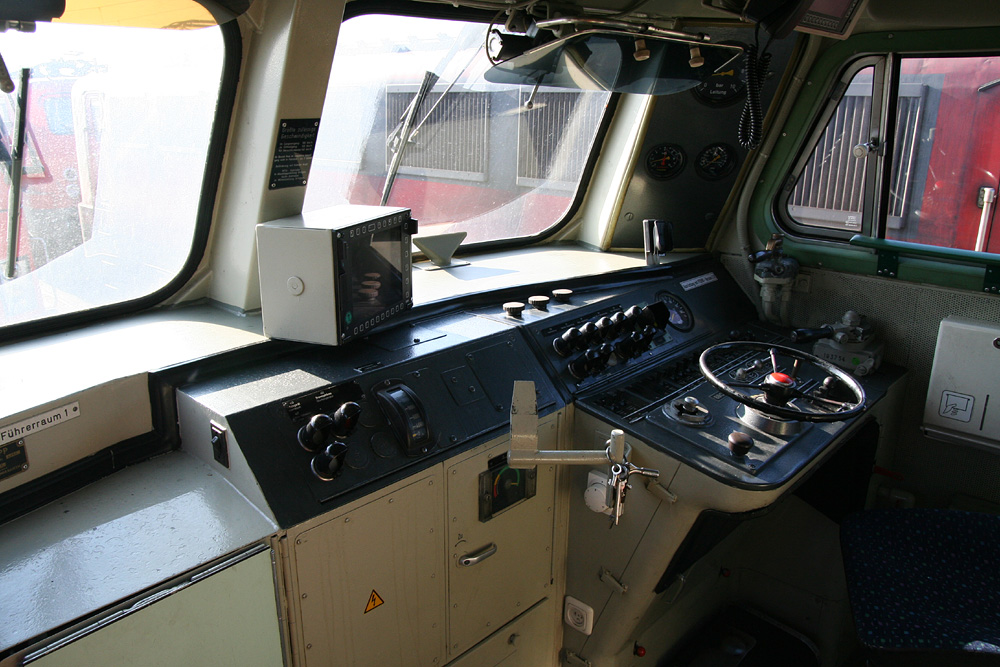
217型机车驾驶室

从1970年底至1971年初，原配属于因河畔米尔多夫的3台原型机被转配至雷根斯堡车辆段，而此前已有6台量产机车驻扎于此。来自米赫尔多尔夫的机车的已经离开上巴伐利亚运行，它们此时的运用范围主要集中在上普法尔茨和上弗兰肯。最初配属哈根-埃克塞的6台量产机车在1972年也转配至雷根斯堡，因此雷根斯堡也拥有了全部15台217型机车。它们在当地主要牵引重载货运列车于雷根斯堡－施万多夫－霍夫之间以及纽伦堡－苏尔茨巴赫-罗森贝格－施万多夫－富尔特伊姆瓦尔德之间运行。
在1989年4月28日，两台原型机217 001号和002号机车正式宣布成为用于内部服务的轨道工程车，其编号也随之变更为753 001号和002号。事实上这两台机车自1974年以来便经常作为实验车辆用于测试及测量运行，例如担当制动机车使用。因此这次重编号也只是纯粹的形式变更。
1993年，217型的量产机车又被试验性的用来牵引由因河畔米尔多夫－慕尼黑之间的双层车厢，这是由于原本运用于当地的218型机车临时发生了故障。为了满足这一运营需求，编号在217 011号至021号的机车还在两台柴油发动机上加装了废气管理系统（即排气罩）。然而，这项运营仅维持了一天半，由于217型机车的功率不足，使得218型机车再次接管了双层车厢的牵引服务，前者则返回雷根斯堡。
1998年，德国铁路中提供牵引动力的业务部分被分裂为专职长途运输的德铁长途运输、专职短途客运的德铁区域运输和专职货运的德铁货运等三家子公司。217型机车因为其货运属性而被调拨至德铁货运，后者随后改称雷力昂，并自2008年起重组为德铁信可铁路。2000年，所有217型机车的驻地由雷根斯堡改至因河畔米尔多夫。由于法定使用年限届满，217 003号和022号成为最先被封存的机车。在另一方面，217 012号、017号和019号机车则在2008年回到不来梅维修车间进行了再次大修，然而它们的机型特征——供暖辅助发动机却被移除，并由平衡配重的压载物所替代。雷力昂原本计划重新启用217 003号和022号机车，但随着2007年－2008年环球金融危机所引发的经济大衰退，使得货运需求量锐减，同时也因为这些机车本身的车况也较差，计划最终被搁置。相反，更有几台217型机车也相继在2008年和2009年被封存。在德铁信可物流进行重新规划后，217型机车原本应在2009年底前全面停止运营，当中仅有配属德铁系统技术的217 001号机车可以得到豁免。但由于因河畔米尔多夫长期缺乏机车可用，他们被延长服务直至2011年。
在2011年11月，仍然处于运营状态的仅剩下217 012号、017号、019号和021号四台机车，但它们已被因河畔米尔多夫车辆段从运用计划中剔除。随着217 002号机车在2011年9月6日被封存，剩下的4台机车也随之在2011年底退出服务。其中最后一台处于运营状态的是217 017号机车，它是再2011年12月17日被封存。
217 001号原型机则是在2010年秋天随着发动机故障被封存，并且因为其接近使用年限而不再做修复。在此之前，这台机车是配属于慕尼黑，并在全德国范围内用作测试和测量运行。

## 馆藏机车

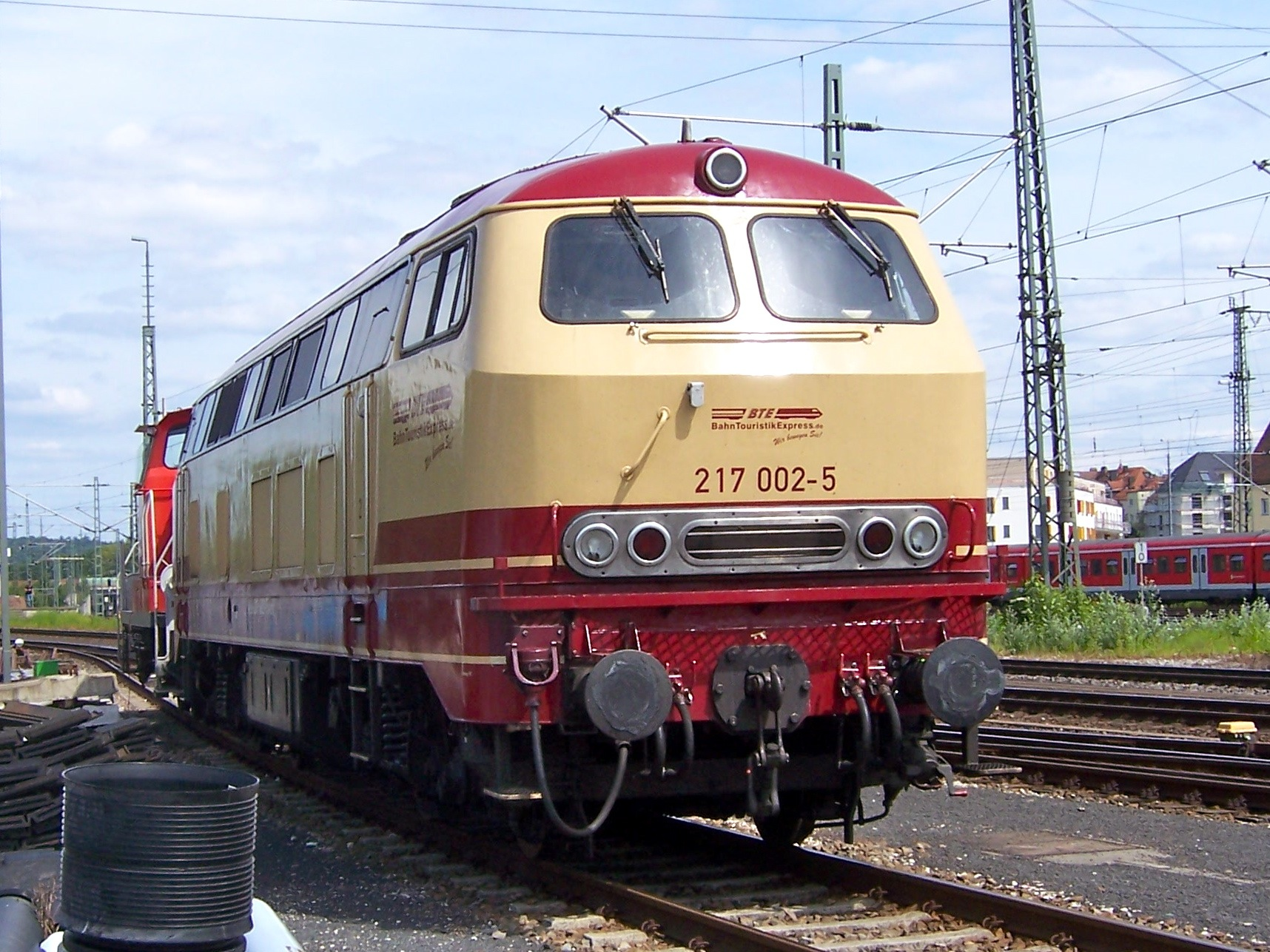
由铁路旅行快车公司保有的217 002号机车

217 001号机车自2011年5月起被静态展示于内卡河畔霍尔布的SVG铁道体验世界（SVG Eisenbahn-Erlebniswelt）。217 014号机车额保存于科布伦茨德国铁路博物馆，而217 002号机车则是在2012年秋季售予了纽伦堡的铁路旅行快车公司（BahnTouristikExpress），并于当地经过2013年2月22日进行的大修后被维持了可供运营状态。